# ژاک آلن لژه
دنیل ترون شناخته شده با نام مستعار ژاک آلن لژه یک نویسنده و خواننده فرانسوی زاده ۵ ژوئن ۱۹۴۷ و درگذشته به تاریخ ۱۷ ژوئیه ۲۰۱۳ است.
او در پایان دهه ۱۹۶۰، دو آلبوم ضبط کرد که اولین آلبومش جایزه بزرگ آکادمی شارل کرو را قبل از اینکه او خود را وقف نوشتن کند دریافت کرد.